# 19e étape du Tour d'Italie 2010
Pour un article plus général, voir Tour d'Italie 2010.
La 19e étape du Tour d'Italie 2010 s'est déroulée le vendredi 28 mai 2010 entre Brescia et Aprica sur 195 kilomètres. Elle a été remportée par l'Italien Michele Scarponi (Androni Giocattoli). L'Italien Ivan Basso (Liquigas-Doimo), deuxième de l'étape, prend le maillot rose au détriment de David Arroyo (Caisse d'Épargne), arrivé dans un deuxième groupe avec plus de 3 minutes de retard.

## Profil de l'étape
Cette étape de haute montagne propose deux ascensions majeures. En premier lieu, le Santa Cristina, là où Miguel Indurain perdit le Giro 1994, et le Mortirolo, d'une difficulté comparable au Zoncolan avec une pente a 10,3 % de moyenne. Enfin, une descente difficile amène à une ultime montée de 15 kilomètres qui se termine sur la ligne d'arrivée.

## La course
L'échappée du jour est composée de Jan Bakelandts (Omega Pharma-Lotto), Francesco Failli (Acqua & Sapone), Branislau Samoilau (Quick Step), Luca Mazzanti (Team Katusha), Yuriy Krivtsov (AG2R La Mondiale), Jackson Rodríguez (Androni Giocattoli), William Bonnet (BBox Bouygues Telecom), Xavier Tondo (Cervélo TestTeam) et Leonardo Duque (Cofidis). Ils prennent rapidement plus de 8 minutes d'avance. Vladimir Karpets (Team Katusha) attaque au pied la première ascension vers Aprica, alors que Arnold Jeannesson (Caisse d'Épargne) abandonne.
Karpets se fait reprendre en bas de la descente. Stefano Garzelli (Acqua & Sapone) s'extirpe alors du peloton. Dans l'échappée, au sommet de la montée vers Trivigno, seuls Leonardo Duque, Jackson Rodriguez et Branislau Samoilau restent en tête. Dans le peloton, une sélection par l'arrière s'opère. Le maillot rose David Arroyo (Caisse d'Épargne) n'a plus d'équipier à plus de 70 km de l'arrivée. Néanmoins, Rigoberto Urán revient, en compagnie d'autres coureurs, à ses côtés dans la descente. Pendant ce temps, Garzelli reprend Failli, puis les deux coéquipiers vont rejoindre Samoilau.
Dès les premières pentes du Mortirolo, le trio effectue la jonction avec le duo de tête. Garzelli attaque alors, lâchant irrémédiablement ses compagnons d'échapée. Il possède à ce moment-là 2 min 20 s d'avance sur le peloton. Sous l'impulsion des Liquigas-Doimo, ce dernier se réduit à quelques unités. Seuls Michele Scarponi (Androni Giocattoli), John Gadret (AG2R La Mondiale), Cadel Evans (BMC Racing), Alexandre Vinokourov (Astana) et Carlos Sastre (Cervélo TestTeam) parviennent à suivre cette accélération. Une fois le travail de Robert Kišerlovski terminé, c'est au tour de Sylwester Szmyd d'imprimer le tempo. Ensuite, c'est Ivan Basso en personne qui prend les commandes du groupe. John Gadret, Carlos Sastre et Alexandre Vinokourov sont alors lâchés, puis Cadel Evans craque à son tour et se fait reprendre par le trio sus-nommé. Seul Michele Scarponi parvient donc à suivre les 2 leaders de la Liquigas-Doimo, Ivan Basso et Vincenzo Nibali. Le trio va reprendre puis lâcher Garzelli avant le sommet. Le quatuor de poursuivants pointe déjà à 1 min. Ce quatuor explose, à la suite du décrochage d'Evans puis à l'attaque de Vinokourov. Au sommet, le trio de tête possède 54 s sur Vinokourov, 1 min 20 s sur Sastre et Gadret, 1 min 42 s sur Evans et 1 min 54 s sur David Arroyo.
Ce dernier, qui possédait 2 min 27 s sur Basso au départ de l'étape, prend tous les risques dans la descente pour sauver son maillot rose. Il reprend Evans et le dépose, puis le duo Sastre-Gadret va subir le même sort, avant qu'Arroyo ne rejoigne Vinokourov. Il reste alors 20 km. Devant, Nibali, bien que très bon descendeur, effectue une descente très prudente, afin de ne pas décramponner Basso. Les poursuivants se rapprochent. Evans a rejoint Sastre et Gadret, et le trio est à moins d'une minute, tandis que le retard d'Arroyo et Vinokourov est presque passé sous les 30 secondes.
Il ne reste alors plus que la montée vers Aprica pour créer de plus gros écart pour le trio de tête. Derrière, Arroyo et Vinokourov, après concertation, attendent Sastre, Gadret et Evans. Mais, sous l'impulsion de Nibali, l'avance des hommes de tête augmente de nouveau, approchant rapidement de la minute. Il augmente d'autant plus que l'entente est loin d'être parfaite dans le groupe de poursuivant, puisque seul Evans aide vraiment le maillot rose. À 7 km de l'arrivée, le groupe possède 1 min 30 s de retard. Michele Scarponi remporte l'étape, que ne lui disputent pas Ivan Basso et Vincenzo Nibali. Le groupe maillot rose arrive 3 min 05 s après. Basso s'empare donc de la tête du classement général avec 51 s sur David Arroyo et 2 min 30 s sur Nibali. Richie Porte (Team Saxo Bank), 14e de l'étape à 5 min 27 s, chute au classement général de la troisième à la septième place, conservant son maillot blanc.

## Classement de l'étape
|    | Coureur              | Pays        | Équipe             |    | Temps           |
| -- | -------------------- | ----------- | ------------------ | -- | --------------- |
| 1  | Michele Scarponi     | Italie      | Androni Giocattoli | en | 5 h 27 min 04 s |
| 2  | Ivan Basso           | Italie      | Liquigas-Doimo     | +  | 00 s            |
| 3  | Vincenzo Nibali      | Italie      | Liquigas-Doimo     |    | 00 s            |
| 4  | Alexandre Vinokourov | Kazakhstan  | Astana             |    | 3 min 05 s      |
| 5  | John Gadret          | France      | AG2R La Mondiale   |    | 3 min 05 s      |
| 6  | Cadel Evans          | Australie   | BMC Racing         |    | 3 min 06 s      |
| 7  | David Arroyo         | Espagne     | Caisse d'Épargne   |    | 3 min 06 s      |
| 8  | Carlos Sastre        | Espagne     | Cervélo TestTeam   |    | 3 min 06 s      |
| 9  | Branislau Samoilau   | Biélorussie | Quick Step         |    | 5 min 27 s      |
| 10 | Marco Pinotti        | Italie      | Team HTC-Columbia  |    | 5 min 27 s      |

## Classement général

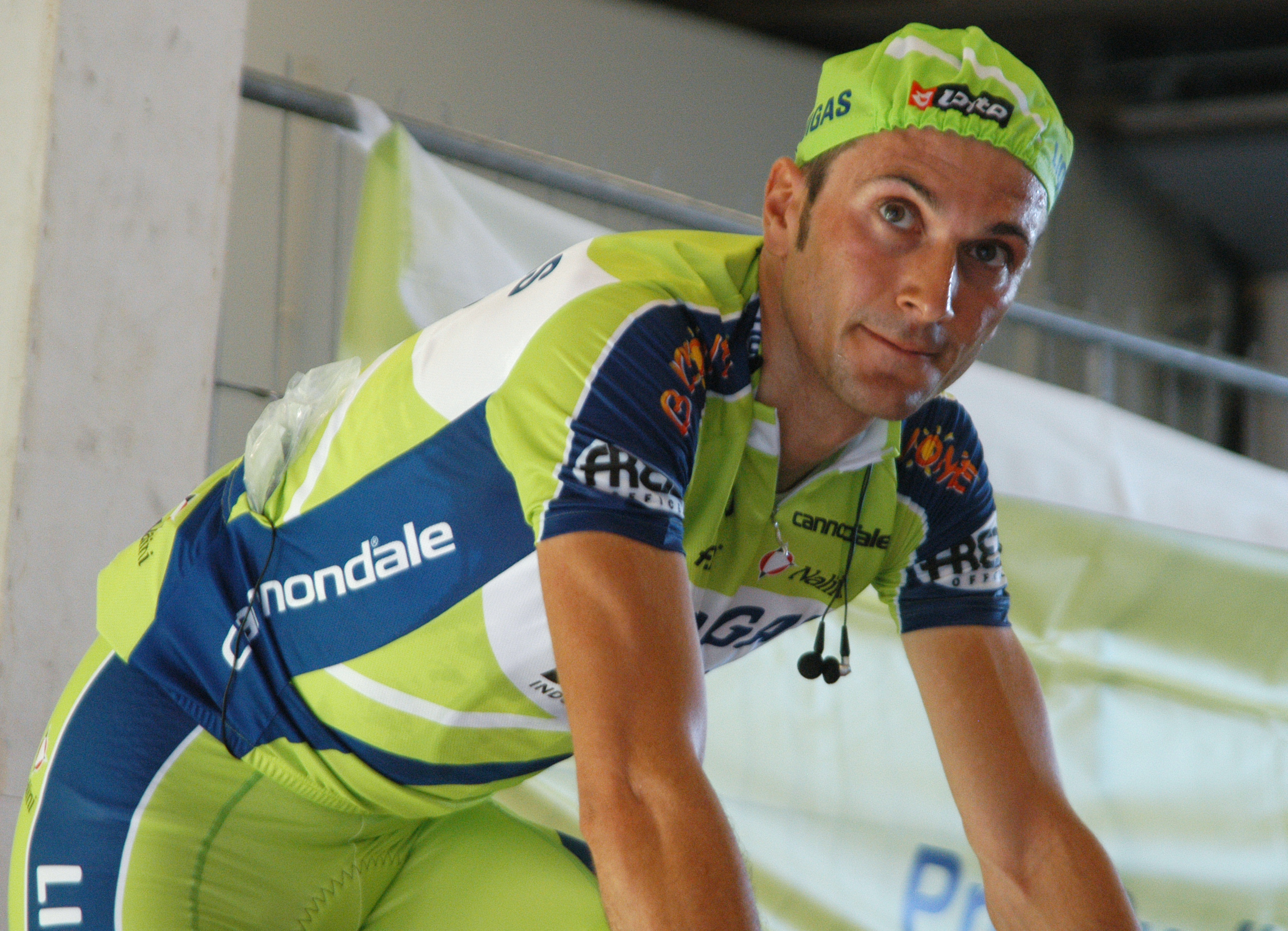
Ivan Basso deuxième de l'étape, devient le nouveau leader du Giro.

|    | Coureur              | Pays       | Équipe             |    | Temps            |
| -- | -------------------- | ---------- | ------------------ | -- | ---------------- |
| 1  | Ivan Basso           | Italie     | Liquigas-Doimo     | en | 81 h 55 min 56 s |
| 2  | David Arroyo         | Espagne    | Caisse d'Épargne   | +  | 51 s             |
| 3  | Vincenzo Nibali      | Italie     | Liquigas-Doimo     |    | 2 min 30 s       |
| 4  | Michele Scarponi     | Italie     | Androni Giocattoli |    | 2 min 49 s       |
| 5  | Cadel Evans          | Australie  | BMC Racing         |    | 4 min 00 s       |
| 6  | Carlos Sastre        | Espagne    | Cervélo TestTeam   |    | 5 min 32 s       |
| 7  | Richie Porte         | Australie  | Team Saxo Bank     |    | 6 min 00 s       |
| 8  | Alexandre Vinokourov | Kazakhstan | Astana             |    | 6 min 22 s       |
| 9  | Robert Kišerlovski   | Croatie    | Liquigas-Doimo     |    | 12 min 44 s      |
| 10 | Marco Pinotti        | Italie     | Team HTC-Columbia  |    | 13 min 40 s      |

## Abandons
- Dario Cataldo[1] (Quick Step) : abandon
- Julian Dean[1] (Garmin-Transitions) : non partant
- Christopher Froome[1] (Team Sky) : disqualifié
- André Greipel[1] (Team HTC-Columbia) : non partant
- Danilo Hondo[1] (Lampre Farnese Vini) : non partant
- Arnold Jeannesson[1] (Caisse d'Épargne) : abandon
- Marcel Sieberg[1] (Team HTC-Columbia) : abandon